# Venasque
Venasque (occitanska: Venasca) är en kommun i departementet Vaucluse i regionen Provence-Alpes-Côte d'Azur i sydöstra Frankrike. Kommunen ligger i kantonen Pernes-les-Fontaines som tillhör arrondissementet Carpentras. År 2022 hade Venasque 1 069 invånare.

## Befolkningsutveckling
Antalet invånare i kommunen Venasque
| Referens: INSEE |